# Pyronia tripuncta
Pyronia tripuncta är en fjärilsart som beskrevs av Hermann Stauder 1916. Pyronia tripuncta ingår i släktet Pyronia och familjen praktfjärilar. Inga underarter finns listade.